# Chanteur de charme (chanson)
Pour l’article homonyme, voir Chanteur de charme.
Chansons représentant la France au Concours Eurovision de la chanson
Les mots d'amour n'ont pas de dimanche
(1987) J'ai volé la vie
(1989)
Singles de Gérard Lenorman
La Saison des pluies
(1987) Je suis un con
(1988)
Chanteur de charme est une chanson écrite, composée et interprétée par le chanteur français Gérard Lenorman, parue sur son album Heureux qui communique et sortie en single en 1988.
C'est la chanson qui a été sélectionnée pour représenter la France au Concours Eurovision de la chanson 1988 qui se déroulait à Dublin, en Irlande.

## Paroles et composition
Réalisée en collaboration par Didier Barbelivien, Chanteur de charme est une ballade pop avec des paroles au sujet des chansons que chantent traditionnellement les « chanteurs de charme » : « Besoin d'entendre des chansons tendres d'écolier / Des mots qui dansent sur du papier / Besoin de croire toutes ces histoires de trois fois rien / Qui riment mal, qui font du bien ».

## À l'Eurovision
Elle est intégralement interprétée en français, langue nationale, comme l'impose la règle entre 1976 et 1999. L'orchestre est dirigé par Guy Mattéoni.
Il s'agit de la dix-neuvième chanson interprétée lors de la soirée, après Luca Barbarossa qui représentait l'Italie avec Vivo (Ti scrivo) et avant Dora qui représentait le Portugal avec Voltarei (en). À l'issue du vote, elle a obtenu 64 points, se classant 10e sur 21 chansons,,.

## Liste des titres
| A1. | Chanteur de charme     | Claude Lemesle, Gérard Lenorman | Gérard Lenorman               | 4:07 |
| B1. | Heureux qui communique | Michel Krikorian                | Gérard Lenorman, Michel Cywie | 3:57 |

## Classements
| Classement (1988)             | Meilleure position |
| ----------------------------- | ------------------ |
| Québec (Palmarès francophone) | 34                 |

## Historique de sortie
| Région ou pays | Date | Format   | Label          |
| -------------- | ---- | -------- | -------------- |
| France Canada  | 1988 | 45 tours | Charles Talar  |
| Belgique       | 1988 | 45 tours | Cherry Records |